# Moviment de Solidaritat Internacional
L'International Solidarity Movement (ISM en anglès; "Moviment de Solidaritat Internacional") és una organització formada per persones de tot el món i dedicada a assistir els palestins en el conflicte araboisraelià mitjançant accions de protesta no violentes.
Fou fundat el 2001 per Ghassan Andoni i George N. Rishmawi, tots dos activistes palestins, Neta Golan, un activista israelià, i Huwaida Arraf, un palestí-americà. Adam Shapiro, jueu americà, s'hi va unir molt poc després de la fundació del moviment i per això sovint se'l considera també un dels fundadors. L'organització fa una crida als ciutadans de tot el món a participar en accions de protesta no violentes contra les Forces de Defensa d'Israel de Cisjordània i la Franja de Gaza.